# Friedrich Schiller – Der Triumph eines Genies
Friedrich Schiller – Der Triumph eines Genies är en tysk dramafilm och historiefilm från 1940 i regi av Herbert Maisch. Filmen är gjord som biografi över Friedrich Schiller då han skrev pjäsen Rövarbandet. Schiller gestaltas här av den då i Tyskland berömde teaterskådespelaren Horst Caspar. Filmens antagonist spelas av Heinrich George. Filmen innehåller liksom många tyska filmer från perioden diffusa nationalsocialtistiska allegorier.

## Rollista
- Horst Caspar - Friedrich Schiller
- Heinrich George - hertig Carl Eugen
- Lil Dagover - Franziska von Hohenheim
- Eugen Klöpfer - Schubart
- Paul Henckels - von Silberkalb
- Friedrich Kayßler - Friedrich Schillers far
- Herbert Hübner - general Rieger
- Dagny Servaes - fru Rieger
- Hannelore Schroth - Laura Rieger
- Paul Dahlke - Riess
- Hans Quest - Hoven
- Hans Nielsen - Scharffenstein
- Ernst Schröder - Zumsteg
- Wolfgang Lukschy - Boigeol
- Hans Leibelt - Professor Abel